# Vallejo (Málaga)
Vallejo es un barrio perteneciente al distrito de Campanillas de la ciudad andaluza de Málaga, España. Según la delimitación oficial del ayuntamiento, limita al oeste con el barrio de Pilar del Prado; y al sur, con el polígono industrial Pilar del Prado. Al norte y el este se extienden terrenos no urbanizados. Hacia el este, a poca distancia, se encuentra el barrio de Los Asperones 2.

## Transporte
En autobús queda conectado mediante las siguientes líneas de la EMT: 
| Línea | Trayecto                         | Recorrido | Frecuencia    |
| ----- | -------------------------------- | --------- | ------------- |
| 25    | Paseo del Parque - Santa Rosalía | Recorrido | 13-17 minutos |
| 281   | Santa Águeda - Los Núñez         | Recorrido | 85 minutos    |

1Desde el 16 de junio de 2007, la Línea 28 está dirigida temporalmente por el Consorcio de Transportes de Málaga a través de la línea M-150. El coste y los horarios no han variado.